# René Léonard
René Léonard – francuski kierowca wyścigowy.

## Kariera
W swojej karierze wyścigowej Léonard poświęcił się startom w wyścigach Grand Prix oraz w wyścigach samochodów sportowych. W latach 1923-1925 Francuz dołączył do stawki 24-godzinnego wyścigu Le Mans. Wraz z André Lagacheem zasłynął jako pierwszy zwycięzca tego długodystansowego wyścigu w 1923 startując samochodem klasy 3 Chenard & Walcker. W kolejnych dwóch sezonach Léonard nie osiągał linii mety. W 1925 roku odniósł zwycięstwo w innym wyścigu 24-godzinnym - na torze Circuit de Spa-Francorchamps. W wyścigach Grand Prix Francuz startował głównie w mniej znanych wyścigach. W 1924 roku wygrał Coupe Georges Boillot, a dwa lata później był najlepszy w Grand Prix Guipozcoa. 